# The Longest Journey (computerspel)
The Longest Journey is een computerspel ontwikkeld door Funcom. Het point-and-click adventure is uitgekomen voor Windows in Noorwegen in november 1999 en in Europa in april 2000.

## Plot
Het spel vertelt het verhaal van April Ryan, een jonge vrouw die lessen volgt aan een kunstacademie. Wanneer het spel vordert komt zij erachter dat er twee werelden zijn; haar wereld van wetenschap Stark en een andere wereld van magie Arcadia. Zij wordt daarna op een reis gestuurd om verschillende magische stenen te verzamelen, zodat beide werelden niet vergaan.

## Spel
The Longest Journey is het eerste spel in de serie en werd uitgebracht in 1999 en wordt gespeeld als point-and-click avonturenspel in de derde persoon. Het spel draait om het vinden van voorwerpen waarmee puzzels opgelost worden, en het aangaan van uitgebreide dialogen met andere personages.
De achtergronden zijn handgetekend en er wordt gebruikgemaakt van verschillende stemacteurs om de rollen van de personages te vertolken.

## Stemacteurs
Het spel bevat stemmen van de volgende stemacteurs:
| Personage                              | Engelse versie          | Nederlandse versie |
| -------------------------------------- | ----------------------- | ------------------ |
| April Ryan                             | Sarah Hamilton          | Marlies Somers     |
| Cortez, Adrian                         | Louis Aguirre           |                    |
| Boomgeest, Tobias Grensret, Oude draak | Ron Foster              | Hero Muller        |
| Kraai, Agent, receptionist             | Roger Raines            |                    |
| Witte draak, koningin van Maerum       | Nicole Orth-Pallavicini |                    |
| Oude vrouw, Alatiense verteller        | Helen Stenborg          |                    |

## Ontvangst
| Recensiescore       | Recensiescore |
| Recensieverzamelaar | Score         |
| ------------------- | ------------- |
| GameRankings        | 88%           |
| Metacritic          | 91%           |
| Publicist           | Score         |
| GameSpot            | 9,3           |
| GameSpy             | 92%           |
| IGN                 | 9,3           |

The Longest Journey ontving positieve recensies. Men prees het hoofdpersonage April Ryan als memorabel karakter, de diepgaande verhaallijn en hoge productiewaarde. Kritiek was er op enkele onnodig ingewikkelde puzzels.
Op aggregatiewebsites GameRankings en Metacritic heeft het spel verzamelde scores van respectievelijk 88% en 91%.

## Trivia
- Het spel is opgenomen in het boek 1001 Video Games You Must Play Before You Die van Tony Mott.